# Lotta Lotass
Britt Inger Liselott Lotass, znana jako Lotta Lotass (ur. 28 lutego 1964 w gminie Gagnef, Dalarna) – szwedzka pisarka i literaturoznawca. W latach 2009–2018 była członkiem Akademii Szwedzkiej.

## Nagrody
- 2009 – Stina Aronsons pris (100 000 koron szwedzkich)[1]